# Trấn Giang
Trấn Giang (镇江市; Hán-Việt: Trấn Giang thị) gọi tắt là Trấn, thời cổ gọi là Kinh Khẩu, Nhuận Châu là thành phố cấp địa khu (địa cấp thị) thuộc tỉnh Giang Tô, Trung Quốc, nằm ở phía nam của tỉnh Giang Tô. Thành phố giáp Thái Châu ở phía đông, Dương Châu ở phía bắc, Nam Kinh ở phía tây và Thường Châu ở phía nam. Trấn Giang nằm ở phía cuối đông của dãy núi Ninh Trấn và đồng bằng phía tây của khu vực đồng bằng sông Dương Tử. Địa hình cao ở phía tây và thấp ở phía đông, và thuộc về dãy núi Mao Sơn ở phía nam.
Sông Dương Tử cắt qua thành phố, biên giới phía đông, kênh đào Bắc Kinh Hàng Châu dòng chảy từ bắc tới nam. Thành phố có tổng diện tích 3,840 km2 và dân số 3,176 triệu người. Chính quyền nhân dân thành phố nằm ở quận Nhuận Châu. Trấn Giang là một thành phố lịch sử và văn hóa cấp quốc gia với lịch sử hơn 3.000 năm. Nơi đây từng là thủ phủ của tỉnh Giang Tô, Trung Quốc. Trấn Giang cũng là một thành phố quan trọng trong khu vực đô thị đồng bằng sông Dương Tử và khu vực đô thị Nam Kinh.

## Hành chính
Địa cấp thị Trấn Giang quản lý 6 đơn vị cấp huyện, bao gồm 3 quận và 3 thành phố cấp huyện.
- Quận Đan Đồ (丹徒区)
- Quận Kinh Khẩu (京口区)
- Quận Nhuận Châu (润州区)
- Thành phố cấp huyện Đan Dương (丹阳市)
- Thành phố cấp huyện Cú Dung (句容市)
- Thành phố cấp huyện Dương Trung (扬中市)

## Thành phố kết nghĩa
- Kurashiki, Nhật Bản
- Tsu, Mie, Nhật Bản (1984)
- Tempe, Arizona, Hoa Kỳ (1989)
- Lac-Mégantic, Quebec, Canada (1995)
- İzmit, Thổ Nhĩ Kỳ (1996)
- Londrina, Brasil (1997)
- Iksan, Hàn Quốc (1998)
- Mannheim, Đức (2004)